# Stensö
För andra betydelser, se Stensö (olika betydelser).

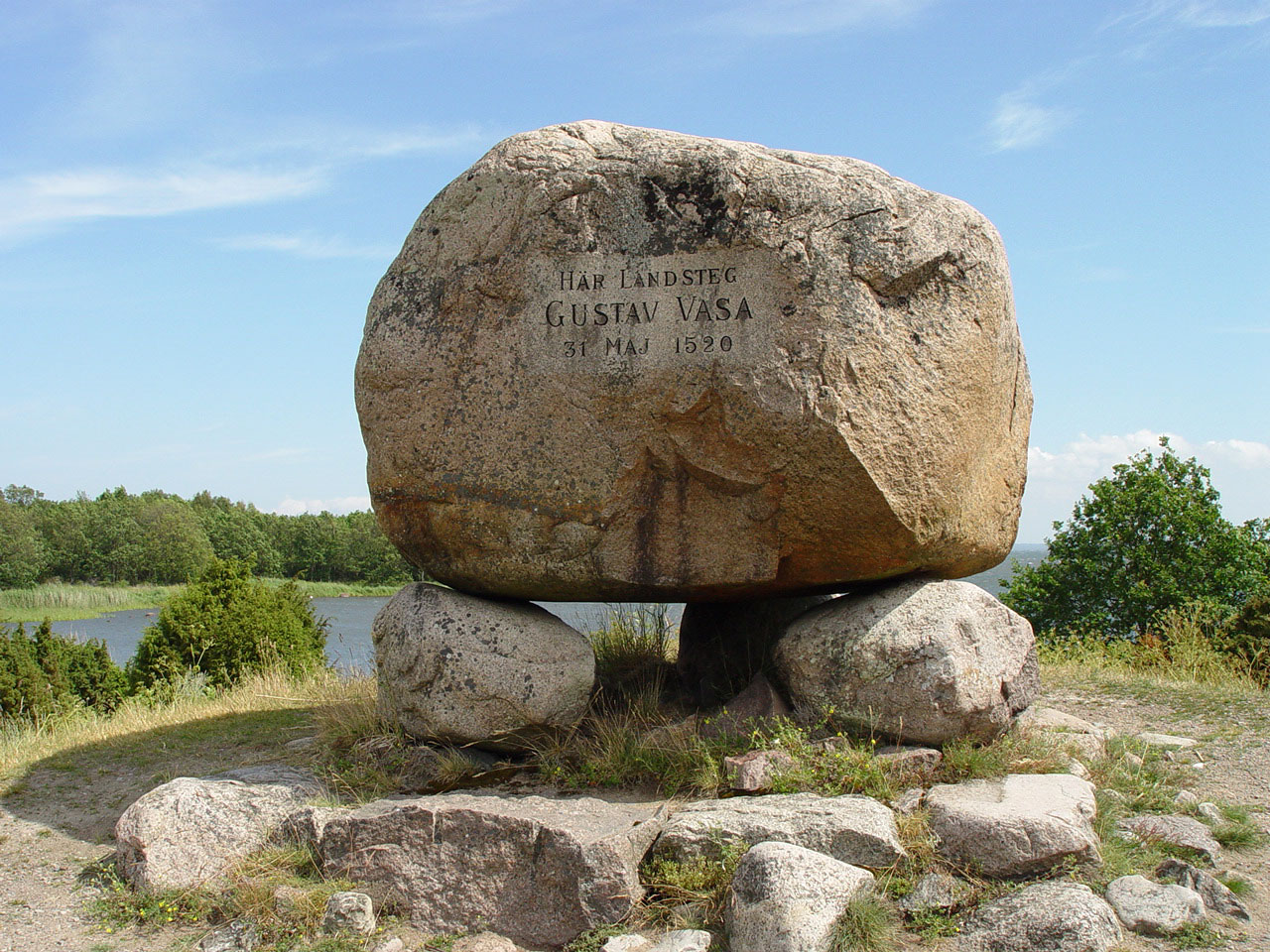
Det 1933 resta minnesmärket på Stensö

Stensö, halvö i södra Kalmar. Stensö är skild från fastlandet genom en grävd kanal. Stensö är ett välbesökt natur- och friluftsområde och har ett elljusspår, camping och en bangolfbana med 18 hål. Planer på att göra Stensö till ett kommunalt naturreservat har omnämnts.
Gustav Vasa landsteg på Stensö udde den 31 maj 1520. År 1851 restes ett minnesmärke över denna händelse, vilket på 1880-talet flyttades till stadsparken. År 1933 restes ett annat monument, bestående av ett stort klippblock vilandes på mindre stenar. Ytterligare ett minnesmärke är uppsatt vid stranden på Stensö udde, efter att  Greven av Provence, varit på besök vid denna plats år 1804 för att hedra minnet av Gustav Vasa. 1814 återkom greven till Frankrike från sin exil, och utropades till kung Ludvig XVIII.